# Kuoliosaari (ö i Petäjävesi kyrkoby)
Kuoliosaari är en ö i Finland. Ordet kuoliosaari hänvisar att ön har varit begravningsplats. Ön ligger i sjön Jämsänvesi och Petäjävesi och i kommunen Petäjävesi i den ekonomiska regionen  Jyväskylä ekonomiska region  och landskapet Mellersta Finland, i den södra delen av landet, 230 km norr om huvudstaden Helsingfors. Öns area är 3 hektar och dess största längd är 420 meter i nord-sydlig riktning.